# Under the Bed
Under the Bed (A Criatura de Debaixo da Cama (título em Portugal) ) é um filme norte-americano, do gênero terror, dirigido por Steven C. Miller.
Lançado em 2012, foi protagonizado por Jonny Weston, Gattlin Griffith, Peter Holden e Musetta Vander. As filmagens ocorrem entre Canadá e Estados Unidos, e estreou nos Estados Unidos em 19 de julho de 2012.

## Elenco
- Jonny Weston como Neal Hausman
- Gattlin Griffith como Paulie Hausman
- Peter Holden como Terry Hausman
- Musetta Vander como Angela Hausman

## Recepção
Under the Bed recebeu críticas mistas dos críticos e, atualmente, tem uma pontuação de 49%.